# Trey Hardee
Trey Hardee (Birmingham (Alabama), Estados Unidos, 7 de febrero de 1984) es un atleta estadounidense, especialista en la prueba de decatlón, con la que ha conseguido ser dos veces campeón del mundo en Berlín 2009 y Daegu 2011.

## Carrera deportiva como decatlista
En el Mundial de Berlín 2009 gana el oro por delante del cubano Leonel Suárez y del ruso Aleksandr Pogorelov.
Dos años más tarde, en el Mundial de Daegu 2011 vuelve a ganar la medalla de oro, esta vez por delante de su compatriota el estadounidense Ashton Eaton y nuevamente del cubano Leonel Suárez.
Y al año siguiente, en las Olimpiadas de Londres 2012 gana la plata, quedando tras Ashton Eaton, y por delante de Leonel Suárez.